# Piper expolitum
Piper expolitum är en pepparväxtart som beskrevs av William Trelease. Piper expolitum ingår i släktet Piper och familjen pepparväxter. Inga underarter finns listade i Catalogue of Life.